# بيت شميت (قاتل متسلسل)
بيت شميت (بالألمانية: Wolfgang Schmidt)‏ هو قاتل متسلسل ألماني، ولد في 5 أكتوبر 1966 في Lehnin ‏ في ألمانيا.